# Universal Production Partners
Universal Production Partners, známá také pod zkratkou UPP, je česká produkční společnost vizuálních efektů (VFX). Sídlí v Praze a má pobočku v maďarské Budapešti. Je největší postprodukční společností ve střední Evropě a kromě VFX nabízí služby jako střih videa, color grading, mastering a restaurování videa.
Získala čtyři nominace na cenu Emmy za nejlepší vizuální efekty a v roce 2016 získala cenu Satellite Award za nejlepší vizuální efekty za film The Walk (2022).